# コスィーンシキーの乱
コスィーンシキーの乱（ウクライナ語：Повстання Косинського）は、1591年にポーランド・リトアニア共和国の支配下に置かれたウクライナで起きたコサック反乱である。1593年に貴族軍に鎮圧されたが、ウクライナにおけるコサックの影響力の拡大を齎した。記録上ではコサックによる最初の大騒乱である。

## 概要
反乱の主な原因は、ポーランド・リトアニア共和国の貴族によるコサックの伝統的な自治制の抑圧と権利の侵害、ならびに大貴族によるドニプロ・ウクライナの領地化であった。コサックの大敵は、キエフ県・ヴォルィーニ県の知事の地位を持ち、膨大な荘園を有するルーシ系のオストロージシキー公爵家であった。反乱のきっかけは、1590年に従軍したコサックに対しポーランド・リトアニア共和国の政府による約束違反であった。反乱の指導者になったのは、ヤーヌシュ・オストロージシキー公爵によって領地が奪われたクシシュトフ・コスィーンシキーであった。
1591年8月にコサック反乱軍はプィーキウ村（現：ウクライナ、ヴィーンヌィツャ州）を占領し、同年末にかけてキエフ県の都市の過半数を陥落させた。コサックは、貴族の荘園を襲い、館を略奪し、財産と武器を奪い取った。この騒動中に、オストロージシキーの領地が最大の被害を受けた。指導者コスィーンシキーは、コサック将軍と自称し、反乱軍が制圧した地域、とりわけビーラ・ツェールクヴァ・ペレヤースラウ、ボフスラーウ、コールスニ、チェルカースィ、カーニウなどの町人に忠節を制約させた。法律上でこの行動が国王に対する反逆であったため、1592年3月に共和国の政府は国王の調査団を反乱軍のもとへ派遣した。しかし、調査団による交渉は実らず、反乱は次第に拡大し、1592中にコサックはキエフ県とブラーツラウ県の全域を確保した。コサックは、オストロージシキー家の本領であるヴォルィーニへも攻め入ったが、貴族軍の反撃に遭って撤退した。
オストロージシキー公爵は国王ジグムント3世に援軍を依頼し続けたが、国王は反乱をオストロージシキー対コスィーンシキーの個人戦と認識して干渉しなかった。やがて、1593年頭にオストロージシキー公爵は、家臣から軍団を編成し、貴族の在郷軍も集め、コサックの地域へ攻め入った。1593年2月2日にピャートカ（現：ウクライナ、ジトーミル州）で決戦が行われ、オストロージシキー軍は反乱軍に勝利した。降参したコサックは、オストロージシキー家に刃向かわないこと、およびコスィーンシキーを将軍の座から引き下げることを約束し、ザポロージャ地方へ退去した。しかし、1593年5月に、コスィーンシキーが罠にはまってチェルカースィの代官オレクサーンドル・ヴィシュノヴェーツィキーによって殺害されると、コサックは再び蜂起を起こした。
同年8月に、ヴィシュノヴェーツィキーはコサックの力に屈し、ウクライナにおけるコサックの自治制と権利を認めた。10月にコサックはキエフへ赴き、同じの条件をキエフの政府に承認させた。これによってコサックは、ドニプロ・ウクライナにおける影響を回復させ、オスマン帝国とクリミア・ハン国との戦いに戻った。

## リンク
- （英語） イヴァン・ブリュホヴェーツィキー // ウクライナ百科事典
- （ウクライナ語） イヴァン・ブリュホヴェーツィキー // 世界のウクライナ人